# Риккетсии
Рикке́тсии (лат. Rickettsia) — род бактерий — внутриклеточных паразитов. Названы по имени американского патолога Ховарда Тейлора Риккетса (1871—1910), в 1909 году впервые описавшего возбудителя пятнистой лихорадки Скалистых гор.
В том же году сходные наблюдения были сделаны Шарлем Николем и его коллегами при исследовании сыпного тифа.
В 1910 году Риккетс погиб от сыпного тифа, изучением которого занимался в Мексике. В честь заслуг учёного возбудители этих инфекций были названы «риккетсиями».

## Строение
Представители рода представлены полиморфными, чаще кокковидными или палочковидными неподвижными грамотрицательными клетками.
В оптимальных условиях клетки риккетсий имеют форму коротких палочек размером в среднем 0,2—0,6 × 0,4—2,0 мкм, что сравнимо с размерами наиболее крупных вирусов (около 0,3 мкм). Их форма и размеры могут несколько меняться в зависимости от фазы роста (логарифмическая или стационарная фазы). При изменении условий роста они легко образуют клетки неправильной формы или нитевидные. На поверхности мембраны клеточной стенки располагается капсулоподобный слизистый покров и микрокапсула, содержащие группоспецифический «растворимый» антиген. В клеточной стенке локализуются основные белки, большинство из которых являются видоспецифичными антигенами, а также липополисахарид и пептидогликан. В цитоплазматической мембране преобладают ненасыщенные жирные кислоты, она осмотически активна, имеет специфическую транспортную систему АТФ-АДФ. Нуклеоид клетки риккетсий содержит кольцевую хромосому. Размножаются путём бинарного деления, обладают независимым от клетки-хозяина метаболизмом. Источником энергии у внеклеточных риккетсий служит глутамат. Возможно, что при размножении получают макроэргические соединения из клетки-хозяина. Способны индуцировать свой фагоцитоз эукариотной клеткой.
Описаны четыре морфологических типа риккетсий: кокковидные (α), короткие палочковидные (β), длинные палочковидные (γ) и нитевидные (δ).

## Жизненный цикл
Жизненный цикл риккетсий имеет две стадии — вегетативную и покоящуюся. В вегетативной стадии микроорганизмы представлены палочковидными, бинарно делящимися и подвижными клетками.
Покоящиеся формы риккетсий — сферические и неподвижные клетки, располагающиеся в клетках членистоногих и теплокровных.
Репродукция, за исключением одного вида, происходит только в живых клетках, то есть, как и вирусы, риккетсии являются облигатными внутриклеточными паразитами, рост и размножение которых происходят в клетках подходящего хозяина. Паразитируют в цитоплазме и ядре или только в цитоплазме клеток членистоногих и теплокровных животных.

## Окрашивание и культивирование
Риккетсии культивируются в желточных мешках куриных эмбрионов, перевиваемых культурах клеток, легких белых мышей.
Невозможность культивирования риккетсий обычными микробиологическими методами составляла основную трудность для создания вакцины против сыпного тифа.
Эффективные методы культивирования риккетсий в лабораторных условиях вне организма-«хозяина» разработал основатель Пермской школы микробиологии Алексей Васильевич Пшеничнов. Он разработал оригинальный метод заражения кровососущих насекомых на эпидермомембранах для культивирования риккетсий, метод питания кровососущих насекомых дефибринированной кровью через плёнку эпидермиса с целью поддержания их жизнедеятельности или заражения риккетсиями в лабораторных условиях. Разработал среду КЖМ (кровь-желток-молоко) для выращивания риккетсий in vitro. Новые методы культивирования помогли А. В. Пшеничнову в 1942 году создать эффективную вакцину для профилактики сыпного тифа. Широкое применение вакцины позволило предотвратить эпидемию тифа в действующей армии и в тылу во время Великой Отечественной войны.
Риккетсий идентифицируют в мазках при окраске по Романовскому—Гимзе, Хименесу, Маккиавелло, Здродовскому, в мазках, обработанных флюоресцирующими и энзим-мечеными антителами. Для первичного выделения риккетсий используют преимущественно взрослых самцов морских свинок и взрослых белых, линейных и бестимусных мышей.

## Классификация
На декабрь 2020 года в род включают 30 признанных видов:
- Rickettsia aeschlimannii Beati et al. 1997
- Rickettsia africae Kelly et al. 1996
- Rickettsia akari Huebner et al. 1946
- Rickettsia amblyommatis Karpathy et al. 2016
- Rickettsia asembonensis Maina et al. 2016
- Rickettsia asiatica Fujita et al. 2006
- Rickettsia australis Philip 1950
- Rickettsia bellii Philip et al. 1983
- Rickettsia canadensis corrig. McKiel et al. 1967
- Rickettsia conorii Brumpt 1932
- Rickettsia felis Bouyer et al. 2001
- Rickettsia fournieri Diop et al. 2018
- Rickettsia gravesii Abdad et al. 2017
- Rickettsia heilongjiangensis Fournier et al. 2006
- Rickettsia helvetica Beati et al. 1993
- Rickettsia honei Stenos et al. 1998
- Rickettsia hoogstraalii Duh et al. 2010
- Rickettsia japonica Uchida et al. 1992
- Rickettsia massiliae Beati and Raoult 1993
- Rickettsia monacensis Simser et al. 2019
- Rickettsia montanensis corrig. (ex Lackman et al. 1965) Weiss and Moulder 1984
- Rickettsia parkeri Lackman et al. 1965
- Rickettsia peacockii Niebylski et al. 1997
- Rickettsia prowazekii da Rocha-Lima 1916 — Риккетция Провачека[2]typus
- Rickettsia rhipicephali (ex Burgdorfer et al. 1978) Weiss and Moulder 1988
- Rickettsia rickettsii (Wolbach 1919) Brumpt 1922
- Rickettsia sibirica Zdrodovskii 1948
- Rickettsia slovaca Sekeyová et al. 1998
- Rickettsia tamurae Fournier et al. 2006
- Rickettsia typhi (Wolbach and Todd 1920) Philip 1943

Также в род включают несколько видов, описанных с нарушением МКНП, и кандидатов.

## Эпидемиология
У человека риккетсии вызывают острые лихорадочные заболевания — риккетсиозы. Наибольшее значение имеют возбудители эпидемического сыпного тифа — Rickettsia prowazekii, сибирского клещевого риккетсиоза (сибирского клещевого сыпного тифа) — Rickettsia sibirica, пятнистой лихорадки Скалистых гор  — Rickettsia rickettsii.
Патогенные для человека риккетсии, за редким исключением, передаются при укусе заражённых вшей, клещей и блох. Заражение риккетсиями иногда вызывает гибель самих членистоногих-переносчиков, но может и не оказывать заметного патогенного действия на них. В некоторых случаях передача риккетсий у членистоногих происходит от одного поколения к другому через заражённые яйца, в других — через промежуточных хозяев, таких, как крысы, мыши или собаки. У этих млекопитающих носительство риккетсий не сопровождается выраженными признаками заболевания, и потому считается, что инфекция протекает у них в латентной (скрытой) форме. В случае сыпного тифа человек сам иногда служит резервуаром инфекции; она может оставаться латентной, но в соответствующих «благоприятных» условиях проявляется и, распространяясь, приобретает характер эпидемии.
Единственное известное заболевание млекопитающих, связанное с риккетсиями, — клещевая лихорадка овец, коз и крупного рогатого скота — встречается только в Африке.
В мазках риккетсии располагаются одиночно, короткими цепочками или в виде отдельных нитей. Риккетсии не растут на питательных средах; для их культивирования используют куриные эмбрионы, фибробласты куриных эмбрионов и культуры клеток млекопитающих.
Для дифференцирования различных видов риккетсии учитывают способность размножаться в цитоплазме и/или в ядрах клеток.
Группоспецифические антигены риккетсии — ЛПС клеточной стенки, проявляющие свойства эндотоксинов. Э. Вейль и А.Феликс (1916) установили интересную особенность — сходство антигенов риккетсии с антигенами неподвижных (ОХ-) штаммов Proteus vulgaris и способность сыворотки больных риккетсиозами перекрёстно агглютинировать штаммы ОХ19, ОХ2 и OXK P. vulgaris.
С этого момента способность сывороточных агглютининов больных риккетсиозами перекрёстно реагировать с различными ОХ-штаммами P. vulgaris используют для дифференцирования различных видов риккетсии под названием реакции Вейля-Феликса.

## Патогенность
Риккетсии обладают тропизмом к клеткам эндотелия сосудов.

## Устойчивость
Чувствительны к большинству антибиотиков широкого спектра действия, особенно тетрациклинового ряда.